# Quiz Daisōsa Sen: The Last Count Down
Quiz Daisōsa Sen: The Last Count Down est un jeu vidéo de quiz développé et édité par SNK en 1991 sur Neo-Geo MVS et Neo-Geo AES (NGM 023),,.

## Série
1. Quiz Daisōsa Sen: The Last Count Down
2. Quiz Meitantei Neo and Geo: Quiz Daisōsa Part 2 (MVS, AES, 1992)